# Praemium Imperiale
Praemium Imperiale (jap. 高松宮殿下記念世界文化賞 Takamatsu no miya denka kinen sekai bunka-shō; Światowa Nagroda Kultury ku pamięci Jego Cesarskiej Wysokości Księcia Takamatsu) – nagroda przyznawana od 1989 roku przez Japońskie Stowarzyszenie Artystów w dziedzinach architektury, filmu i teatru, malarstwa, muzyki i rzeźby.

## Laureaci
| Rok  | Architektura                          | Film i teatr               | Malarstwo                       | Muzyka                   | Rzeźba               |
| ---- | ------------------------------------- | -------------------------- | ------------------------------- | ------------------------ | -------------------- |
| 1989 | Ieoh Ming Pei                         | Marcel Carné               | Willem de Kooning David Hockney | Pierre Boulez            | Umberto Mastroianni  |
| 1990 | James Stirling                        | Federico Fellini           | Antoni Tàpies                   | Leonard Bernstein        | Arnaldo Pomodoro     |
| 1991 | Gae Aulenti                           | Ingmar Bergman             | Balthus                         | György Ligeti            | Eduardo Chillida     |
| 1992 | Frank Gehry                           | Akira Kurosawa             | Pierre Soulages                 | Alfred Schnittke         | Anthony Caro         |
| 1993 | Kenzō Tange                           | Maurice Béjart             | Jasper Johns                    | Mstisław Rostropowicz    | Max Bill             |
| 1994 | Charles Correa                        | John Gielgud               | Zao Wou-Ki                      | Henri Dutilleux          | Richard Serra        |
| 1995 | Renzo Piano                           | Nakamura Utaemon           | Roberto Matta                   | Andrew Lloyd Webber      | Christo              |
| 1996 | Tadao Andō                            | Andrzej Wajda              | Cy Twombly                      | Luciano Berio            | César Baldaccini     |
| 1997 | Richard Meier                         | Peter Brook                | Gerhard Richter                 | Ravi Shankar             | George Segal         |
| 1998 | Álvaro Siza                           | Richard Attenborough       | Robert Rauschenberg             | Sofija Gubajdulina       | Dani Karawan         |
| 1999 | Fumihiko Maki                         | Pina Bausch                | Anselm Kiefer                   | Oscar Peterson           | Louise Bourgeois     |
| 2000 | Richard Rogers                        | Stephen Sondheim           | Ellsworth Kelly                 | Hans Werner Henze        | Niki de Saint Phalle |
| 2001 | Jean Nouvel                           | Arthur Miller              | Lee Ufan                        | Ornette Coleman          | Marta Pan            |
| 2002 | Norman Foster                         | Jean-Luc Godard            | Sigmar Polke                    | Dietrich Fischer-Dieskau | Giuliano Vangi       |
| 2003 | Rem Koolhaas                          | Ken Loach                  | Bridget Riley                   | Claudio Abbado           | Mario Merz           |
| 2004 | Oscar Niemeyer                        | Abbas Kiarostami           | Georg Baselitz                  | Krzysztof Penderecki     | Bruce Nauman         |
| 2005 | Yoshio Taniguchi                      | Merce Cunningham           | Robert Ryman                    | Martha Argerich          | Issey Miyake         |
| 2006 | Frei Otto                             | Maja Plisiecka             | Yayoi Kusama                    | Steve Reich              | Christian Boltanski  |
| 2007 | Herzog & de Meuron                    | Ellen Stewart              | Daniel Buren                    | Daniel Barenboim         | Tony Cragg           |
| 2008 | Peter Zumthor                         | Sakata Tōjūrō              | Richard Hamilton                | Zubin Mehta              | Ilja Kabakow         |
| 2009 | Zaha Hadid                            | Tom Stoppard               | Hiroshi Sugimoto                | Alfred Brendel           | Richard Long         |
| 2010 | Toyoo Itō                             | Sophia Loren               | Enrico Castellani               | Maurizio Pollini         | Rebecca Horn         |
| 2011 | Ricardo Legoretta                     | Judi Dench                 | Bill Viola                      | Seiji Ozawa              | Anish Kapoor         |
| 2012 | Henning Larsen                        | Yoko Morishita             | Cai Guoqiang                    | Philip Glass             | Cecco Bonanotte      |
| 2013 | David Chipperfield                    | Francis Ford Coppola       | Michelangelo Pistoletto         | Plácido Domingo          | Antony Gormley       |
| 2014 | Steven Holl                           | Athol Fugard               | Martial Raysse                  | Arvo Pärt                | Giuseppe Penone      |
| 2015 | Dominique Perrault                    | Sylvie Guillem             | Tadanori Yokoo                  | Mitsuko Uchida           | Wolfgang Laib        |
| 2016 | Paulo Mendes da Rocha                 | Martin Scorsese            | Cindy Sherman                   | Gidon Kremer             | Annette Messager     |
| 2017 | Rafael Moneo                          | Michaił Barysznikow        | Shirin Neshat                   | Youssou N’Dour           | El Anatsui           |
| 2018 | Christian de Portzamparc              | Catherine Deneuve          | Pierre Alechinsky               | Riccardo Muti            | Fujiko Nakaya        |
| 2019 | Tod Williams, Billie Tsien            | Tamasaburō Bandō V         | William Kentridge               | Anne-Sophie Mutter       | Mona Hatoum          |
| 2021 | Glenn Murcutt                         |                            | Sebastião Salgado               | Yo-Yo Ma                 | James Turrell        |
| 2022 | Kazuyo Sejima, Ryūe Nishizawa (SANAA) | Wim Wenders                | Giulio Paolini                  | Krystian Zimerman        | Ai Weiwei            |
| 2023 | Diébédo Francis Kéré                  | Robert Wilson              | Vija Celmins                    | Wynton Marsalis          | Olafur Eliasson      |
| 2024 | Shigeru Ban                           | Ang Lee                    | Sophie Calle                    | Maria João Pires         | Doris Salcedo        |
| 2025 | Eduardo Souto de Moura                | Anne Teresa De Keersmaeker | Peter Doig                      | András Schiff            | Marina Abramović     |